# 島鵟
島鵟（學名：Buteo ridgwayi）是一種猛禽，屬於鳥綱隼形目鷹科鵟屬。原分佈於海地、多明尼加共和國及附近的海島上，但在2006年的普查中發現牠們目前僅分佈在多明尼加共和國東南面的國家公園內，主要為潮濕的石灰石森林。棲地嚴重破壞及當地居民誤會以家禽為食導致數量劇減，全球僅餘下80至120對繁殖對。

## 描述
島鵟是種中型、小巧的鵟，體長36至41厘米。成鳥上半身灰黑，下半身灰色帶條紋，並有細碎紅棕色。淡赤褐色的大腿及黑白條紋的尾羽。雄鳥體色較雌鳥灰。腿及喙基均為黃色。幼鳥下部為淡黃至白色，帶有灰棕色斑紋。以小型哺乳動物、鳥類、蜥蜴及蛇類為食。於高大的樹冠上築巢，2至3月期間築新巢後於3至4月間便會下蛋。

## 保護現狀
由於此鳥生活的地區與人類活動範圍較近，因此其棲息地被嚴重破壞，當地農民也錯誤地認為此鳥常以家禽為食而處處逼害——但實際上此鳥有90%的食物來自爬蟲類。保肓工作正在進行，但目前相信僅餘下80至120對繁殖對，故在IUCN紅色名錄內被評為極危物種。
此鳥的名字是為紀念美國鳥類學家羅伯特·里奇韋（Robert Ridgway）。

## 外部連結
- （英文） 國際鳥盟資料 （页面存档备份，存于）
- （英文） 向當地居民解釋島鵟並不會攻擊家禽的介紹